# Патриции (Древний Рим)
Патри́ций (лат. patricius, от pater — «отец») — в Древнем Риме лицо, которое принадлежало к исконным римским родам, составлявшим правящий класс и державшим в своих руках общественные земли; их полная противоположность — плебеи (от лат. plebs — «толпа, простонародье»).
Слово «Патри́ций» в древнем Риме в разные эпохи имело различное значение. Так, в царский период под ним подразумевались граждане, по рождению приобретавшие в полном объёме римские права, которыми обладал отец семейства (pater familias), а так как отцы семейств могли быть только лучшие легальные граждане (cives optimo jure), то есть не клиенты и не плебеи, то под патрициями подразумевались свободнорождённые и полноправные (ingenui) дети коренных римских граждан, принадлежавших к трем исконным трибам — Рамны (латины), Тиции (сабины) и Луцеры (этруски), и разделённых на роды или людей (gentes). Когда плебеи добились равноправия, то они стали просто родовой аристократией, сохранившей за собой лишь некоторые магистратуры.

## История
Патриции первоначально включали всё коренное население, входившее в родовую общину, составлявшее римский народ (лат. Populus Romanus Quiritium) и противостоявшее плебеям; после выделения из рода знатных патриархальных семей к патрициям стала относиться лишь родовая земельная аристократия, предки которой когда-то составляли царский сенат. Принадлежность к родовой аристократии можно было получить по праву рождения, а также путём усыновления или награждения. Это право терялось по смерти или из-за ограничения в правах.
С конца VI века до н. э. патриции превратились в господствующий класс — сословие Римской республики; экономической основой их могущества было исключительное право на пользование общественной землёй (лат. ager publicus).
После включения плебеев в состав римского народа и уравнения их в правах с патрициями (к началу III века до н. э.) патрициат и верхушка плебса, слившись, образовали нобилитет.
В эпоху ранней Империи возник новый патрициат, составивший привилегированную часть сенаторского сословия; в него входили выдвинутые императором уроженцы Италии и провинций. К этому времени старые патрицианские роды вымерли и сословие пополнилось за счёт неофитов, «аристократии по письму», которых возвёл в патрицианское достоинство в награду за службу император (этот процесс начал ещё Цезарь).